# 為当町
為当町（ためとうちょう）は、愛知県豊川市の地名。

## 地理

### 河川・池沼
- 音羽川

### 字一覧
- 新屋川原（あらやがはら）
- 新屋河原（あらやがはら）
- 石田（いしだ）
- 市木（いちき）
- 後田（うしろだ）
- 河原田（かはらだ）
- 川原田（かはらだ）
- 上川原田（かみかはらだ）
- 川田（かわた）
- 椎木（しいのき）
- 社宮神（しゃぐじん）
- 尻無（しりなし）
- 新道（しんどう）
- 寺下（てらした）
- 堂前（どうのまえ）
- 仲上（なかがみ）
- 仲脇（なかわき）
- 野添（のぞえ）
- 場正免（ばしょうめん）
- 松口（まつぐち）
- 三津市場（みといちば）
- 宮脇（みやわき）
- 六反田（ろくたんだ）

### 交通
- 国道23号豊川為当インターチェンジ
- 愛知県道31号東三河環状線
- 愛知県道373号金野豊川線

### 施設
- 宗長寺
- 豊川市立為当保育園
- 為当ちびっ子広場
- 為当稲荷神社
- 市木公園
- 椎木公園

## 歴史

### 沿革
- 南北朝時代～戦国時代 - 三河国宝飯郡に多米当郷として所在[1]。
- 江戸時代 - 宝飯郡為当村として所在[1]。
- 1889年（明治22年） - 国府村大字為当となる[1]。
- 1893年（明治26年） - 国府村の町制施行に先立ち、大字森とともに、上佐脇とともに新自治体を結成すべく、分村を願い出るものの否決[1]。
- 1894年（明治27年） - 国府町大字為当となる[1]。
- 1943年（昭和18年） - 豊川市大字為当となる[1]。
- 1944年（昭和19年） - 豊川市為当町が成立[1]。

### 人口の変遷
国勢調査による人口および世帯数の推移。
| 1995年（平成7年）  | 504世帯 1733人 |  |
| 2000年（平成12年） | 573世帯 1818人 |  |
| 2005年（平成17年） | 701世帯 2056人 |  |
| 2010年（平成22年） | 733世帯 2124人 |  |
| 2015年（平成27年） | 843世帯 2278人 |  |
| 2020年（令和2年）  | 908世帯 2385人 |  |

### WEB
1. ↑  “愛知県豊川市の町丁・字一覧”.   人口統計ラボ. 2024年5月1日閲覧。
2. 1 2  総務省統計局 (2022年2月10日). “令和2年国勢調査の調査結果(e-Stat) - 男女別人口，外国人人口及び世帯数－町丁・字等” (CSV). 2023年8月2日閲覧。
3. ↑  “読み仮名データの促音・拗音を小書きで表記するもの(zip形式) 愛知県” (zip).   日本郵便 (2024年2月29日). 2024年3月26日閲覧。
4. ↑  “市外局番の一覧” (PDF).   総務省 (2022年3月1日). 2022年3月22日閲覧。
5. ↑  “ナンバープレートについて”.   一般社団法人愛知県自動車会議所. 2024年1月21日閲覧。
6. ↑  総務省統計局 (2014年3月28日). “平成7年国勢調査の調査結果(e-Stat) - 男女別人口及び世帯数 －町丁・字等” (CSV). 2021年7月20日閲覧。
7. ↑  総務省統計局 (2014年5月30日). “平成12年国勢調査の調査結果(e-Stat) - 男女別人口及び世帯数 －町丁・字等” (CSV). 2021年7月20日閲覧。
8. ↑  総務省統計局 (2014年6月27日). “平成17年国勢調査の調査結果(e-Stat) - 男女別人口及び世帯数 －町丁・字等” (CSV). 2021年7月21日閲覧。
9. ↑  総務省統計局 (2012年1月20日). “平成22年国勢調査の調査結果(e-Stat) - 男女別人口及び世帯数 －町丁・字等” (CSV). 2021年7月21日閲覧。
10. ↑  総務省統計局 (2017年1月27日). “平成27年国勢調査の調査結果(e-Stat) - 男女別人口及び世帯数 －町丁・字等” (CSV). 2021年7月21日閲覧。

### 書籍
1. 1 2 3 4 5 6 7  「角川日本地名大辞典」編纂委員会 1989, p. 816.